# Burakcan Kunt
Burakcan Kunt oder Burak Can Kunt (* 15. Mai 1992 in Köln) ist ein deutsch-türkischer Fußballspieler, der seit 2014 beim türkischen Verein Bucaspor unter Vertrag steht.

## Karriere

### Vereine
Als Jugendspieler war Kunt zunächst bei den Vereinen DJK Löwe und TuS Höhenhaus in Köln im Einsatz, bevor er zum 1. FC Köln wechselte. In der Saison 2008/09 wechselte Kunt schließlich zum MSV Duisburg, für den er zunächst in der U17-Mannschaft und dann in der U-19-Mannschaft spielte. Am 24. April 2010 gab Kunt mit der ersten Mannschaft des MSV Duisburg sein Debüt im deutschen Profifußball. Der beidfüßig spielende offensive Mittelfeldspieler, der auch in der Saison 2010/11 noch für die A-Junioren spielberechtigt war, kam bis Sommer 2011 auf insgesamt sieben Einsätze in der 2. Bundesliga sowie ein Spiel im DFB-Pokal.
Zum Sommer 2013 wechselte er in die türkische TFF 1. Lig zum Aufsteiger Balıkesirspor. Ohne einen Pflichtspieleinsatz für diesen Verein absolviert zu haben, wechselte er im Sommer 2014 zum Zweitligisten Bucaspor.

### Nationalmannschaft
Kunt war U-19-Nationalspieler der Türkei und gehörte dem Kader für die U-19-Fußball-Europameisterschaft 2011 in Rumänien an.

### Sonstiges
Burakcan Kunt wurde im September 2011 vorgeworfen, die Opfer der Terroranschläge am 11. September 2001 mit einem Eintrag auf seiner Facebook-Seite mit der Aufschrift „Mohammed Atta Airlines“ verhöhnt zu haben. Mohammed Atta war einer der führenden Akteure bei den Anschlägen vom 11. September 2001. Kunt bestritt, Urheber des Eintrags zu sein und distanzierte sich davon, übernahm aber die Verantwortung für seine Facebook-Seite. Daraufhin wurde Kunt mit einer vereinsinternen Geldstrafe und einer Abmahnung belegt.